# تعذيب أبيض

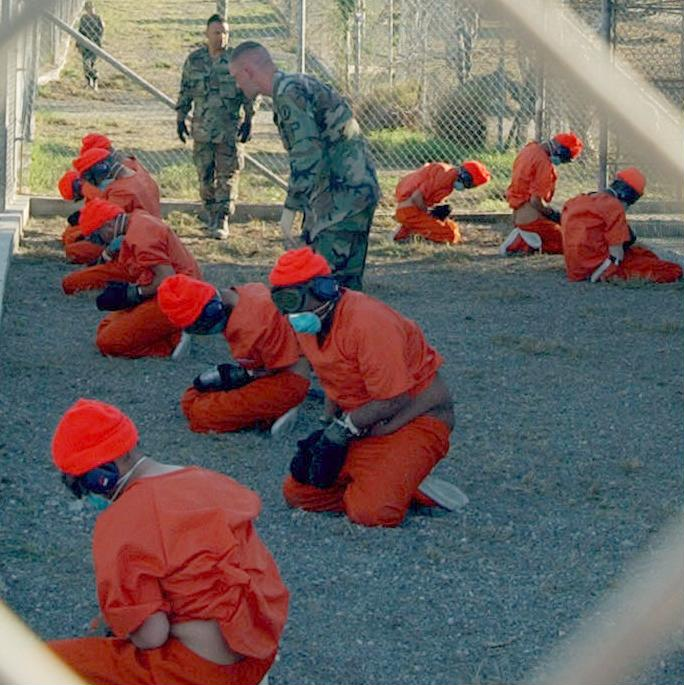
التعذيب

التعذيب الأبيض هو نوع من أنواع التعذيب النفسي، ويتضمن وحشية في الحرمان الحسي، ويحمل هذا النوع من التعذيب المعتقل إلى فقدان هويته الشخصية وانخفاض إنتاجه البشري من خلال فترات طويلة من العزلة.
وفي إيران يدعى هذا النوع من التعذيب (شکنجه سفید) وهو يمارس على السجناء السياسيين ومعظم السجناء السياسيين الذين يتعرضون لهذا النوع من التعذيب هم الصحفيين، والمحتجزين في سجن إيفين والذي فيه لا تحتاج عمليات التعذيب بالضرورة إلى أذن مباشرة من قبل الحكومة الإيرانية، ويجري فيه التعذيب الأبيض لفترات طويلة من خلال الحبس الانفرادي، خارج نطاق سيطرة سلطات السجن، ويشتهر به القسم 209.
وفي تقرير منظمة العفو الدولية سنة 2004 كانت هناك أدلة موثقة تخص «التعذيب الأبيض» الذي وقع على أمیر عباس فخر آور، وذلك من قبل الحرس الثوري. وفقا للتقرير، الذي كان صدى أول مثال معروف للتعذيب الأبيض في إيران.